# Биоэнергетика со связыванием и хранением углерода
Биоэнергетика со связыванием и хранением углерода (англ. BECCS ) — гипотетический метод удаления CO2 из атмосферы с целью смягчения глобального потепления.
Он предполагает получение энергии за счёт сжигания топлива, получаемого из растений, в сочетании с захватом и захоронением образующегося CO2. Поскольку углерод, содержащийся в растениях, усваивается ими из атмосферы в процессе фотосинтеза, захоронение CO2, полученного входе сжигания биомассы, должно приводить к снижению содержания CO2 в атмосфере. Для воздействия на климат, процесс должен осуществляться в глобальных масштабах. В настоящее время метод не применяется, перспективы его практической реализации являются предметом споров.

## Извлечение CO2из атмосферы в общем контексте климатической политики
Несмотря на широко признанную необходимость ограничить глобальное потепление величиной 2 °С (см. Парижское соглашение (2015) ), продолжение роста эмиссии CO2 быстро уменьшает шансы успешного решения этой задачи.  Величина потепления определяется количеством CO2, накопленного в атмосфере (см. Эмиссионный бюджет СО2). Порог потепления 2 °С означает, что за ограниченный период времени должна быть достигнуто состояние, при котором потребности в энергии будут удовлетворяться без добавления CO2 в атмосферу, что является большим вызовом для цивилизации. Математика эмиссионного бюджета ведёт к темпам снижения эмиссии 10-15% в год для развитых стран. Такие снижения эмиссии требуют радикальных преобразований многих сторон жизни общества, они редко рассматриваются. Большая часть сценариев МГЭИК, основанных на климатических моделях, вместо этого предполагает возможность «отрицательной эмиссии», то есть извлечения CO2 из атмосферы во второй половине столетия. «Отрицательная эмиссия», согласно таким сценариям, должна будет осуществляться в условиях большего, чем сейчас, воздействия глобального потепления, истощения природных ресурсов и деградации экосистем, истощения почв и ограничения возможностей получения энергии только возобновляемыми источниками. Возможность продолжения «дел как обычно» сегодня и в ближайшем будущем достигается за счёт надежд на неподтверждённые технические решения и экстраординарные меры, осуществляемые в отдалённом будущем. Вопрос о правомерности такого подхода имеет (кроме научного) и очевидный моральный аспект. В связи с этим BECCS подвергается критике со стороны Гринпис и других экологических организаций. В то же время бизнес на ископаемом топливе поддерживает BECCS, зачастую используя его как средство легитимизации своих находящихся под угрозой уценки углеродных активов.

## Связь демонстрационных проектов BECCS с добычей нефти
Повышение отдачи нефти (англ. EOR) — извлечение дополнительных количеств нефти из выработанных месторождений за счёт закачки CO2 в скважины. Эта практика  находит себе применение в нефтедобыче с 1972 года. После того, как глобальное потепление стало предметом общественного интереса, проекты EOR с применением CO2, как правило, стали классифицироваться как разновидность связывания и хранения углерода, потенциального средства решения климатической проблемы. CO2, смешиваясь с нефтью, снижает её вязкость и повышает давление в пласте, его использование позволяет извлечь дополнительно 5-15 % нефти из истощённых месторождений. В США нефтяные компании закачивают в скважины около 50 млн. т. CO2 в год, что позволяет получать около 5% всей добываемой в стране нефти.
По мере истощения месторождений зависимость нефтедобычи от использования CO2 растёт. Большая часть CO2 берётся из природных резервуаров, их редкость и неудобство транспортировки ограничивают применение этого метода. Нефтяной бизнес в высокой степени заинтересован в устойчивом и дешёвом источнике больших количеств CO2. Тенденции развития проектов BECCS ясно демонстрируют их зависимость от этой потребности нефтяной индустрии. Как минимум 80 % проектов BECCS в США (включая планируемые) предполагают использование CO2 от производства этанола для извлечения нефти. Из 14 действующих демонстрационных проектов связывания и хранения углерода только 3 не связаны с EOR.  Помимо того, что сжигание этой нефти даёт больше CO2, чем используется для её извлечения, от 30 до 70 % закачанного в скважины CO2 возвращается на поверхность вместе с нефтью.
Теоретически весь возвратный CO2 можно утилизовать и вновь закачать в скважины, на практике же имеются многочисленные возможности для его выбросов в атмосферу на разных стадиях технологического процесса, включая вентиляцию скважин для обслуживания. По данным источников, связанных с нефтяной отраслью, потери CO2 на этапе возврата на поверхность с нефтью составляют 30,4 % от его общего количества. Несмотря на то, что такое использование СХУ очевидным образом противоречит заявленной цели ограничения глобального потепления, его лоббисты активно требуют поддержки за счёт средств налогоплательщиков. Так, например, американский «Центр климатических и энергетических решений» выдвинул инициативу о предоставлении налогового кредита и других льгот EOR, заявляя о возможности извлечь в дополнение к уже добытым в США 25 млрд. т. нефти ещё 60 млрд. т., что, по их мнению, «укрепит энергетическую безопасность США, создаст новые рабочие места и снизит эмиссию CO2».

## Биоэнергетика

### Возможности масштабирования
Биоэнергетика часто рассматривается как потенциально широкомасштабная «углеродно-нейтральная» замена ископаемого топлива. Например, Международное энергетическое агентство рассматривает биоэнергию в качестве потенциально источника более чем 20 % первичной энергии к 2050 году
, доклад Секретариата РКИК ООН оценивает потенциал биоэнергетики величиной 800 эксаджоулей в год (EJ / год ), что значительно превышает нынешнее мировое энергопотребление. В настоящее время человечество использует около 12 млрд. т. растительной биомассы в год (снижая доступную для наземных экосистем биомассу на 23,8 %), ее химическая энергия составляет всего 230 EJ. Существующие практики сельского хозяйства и лесоводства не увеличивают общее производство биомассы на планете, лишь перераспределяя его от натуральных экосистем в пользу человеческих потребностей. Удовлетворение за счёт биотоплива 20 — 50 % потребности в энергии означало бы увеличение количества биомассы, получаемой на землях сельскохозяйственного назначения в 2 — 3 раза. Наряду с этим необходимо будет обеспечивать продовольствием возрастающее народонаселение. Между тем уже нынешний уровень сельскохозяйственного производства затрагивает 75 % свободной от пустынь и ледников земной поверхности, что приводит к непомерной нагрузке на экосистемы и значительной эмиссии СО2. Возможность в будущем получать большие количества дополнительной биомассы, таким образом, является весьма проблематической.

### «Углеродная нейтральность» биоэнергетики
BECCS основан на представлении, что биоэнергетика обладает свойством «углеродной нейтральности», то есть получение энергии из растений не приводит к добавлению CO2 в атмосферу. Эта точка зрения критикуется учёными 
, но присутствует в официальных документах Евросоюза. В частности, она лежит в основе директивы о повышении доли биоэнергетики до 20 % и биотоплива на транспорте до 10 % к 2020 году. Вместе с тем имеется растущий объем научных свидетельств, ставящих под сомнение этот тезис. Выращивание растений для производства биотоплива означает, что земельные угодья должны быть изъяты и освобождены от другой растительности, которая могла бы естественным образом извлекать углерод из атмосферы. Кроме того, многие стадии технологического процесса производства биотоплива также приводят к эмиссии CO2. Работа оборудования, перевозки, химическая переработка сырья, нарушение почвенного покрова неизбежно сопровождаются выбросами CO2 в атмосферу. Итоговый баланс в ряде случаев может быть хуже, чем при сжигании ископаемого топлива. Другой вариант биоэнергетики предусматривает получение энергии из различных отходов сельского хозяйства, деревообработки и т. п. Он означает изъятие этих отходов из приходной среды, где при естественном развитии событий содержащийся в них углерод, как правило, мог бы в процессе гниения перейти в почву. Вместо этого он при сжигании выбрасывается в атмосферу.
Интегральные оценки технологий биоэнергетики на основе жизненного цикла дают большой разброс результатов в зависимости от того, учитываются или нет прямые и косвенные изменения в землепользовании, возможности получения побочной продукции (например, корма для скота), парниковая роль закиси азота от производства удобрений и другие факторы. Согласно Farrell и др. (2006) эмиссия биотоплива из зерновых культур ниже эмиссии обычного бензина на 13 %. Исследование Агентства по охране окружающей среды США  показывает, что при временном «горизонте» 30 лет биодизель из зерна в сравнении с обычным топливом даёт диапазон от сокращения на 26 % до увеличения эмиссии на 34 % в зависимости от принятых допущений.

#### «Углеродный долг»
Использование биомассы в электроэнергетике сопряжено с другой проблемой для «углеродной нейтральности», нетипичной для транспортного биотоплива. Как правило, речь в этом случае идёт о сжигании древесины. CO2 от сжигания древесины попадает в атмосферу непосредственно в процессе сжигания, а извлечение его из атмосферы происходит при росте новых деревьев в течение десятков и сотен лет. Этот временной лаг обычно называют «углеродным долгом», для европейских лесов он достигает двухсот лет.  В силу этого «углеродная нейтральность» древесины как биотоплива не может быть обеспечена в кратко- и среднесрочной перспективе, между тем результаты климатического моделирования указывают на необходимость быстрого сокращения эмиссии.
Использование быстрорастущих деревьев с применением удобрений и других методов индустриальной агротехники  ведёт к замене лесов на плантации, содержащие гораздо меньше углерода, чем натуральные экосистемы. Создание таких плантаций ведёт к потере биоразнообразия, истощению почв и другим экологическим проблемам, сходным с последствиями распространения зерновых монокультур.

### Последствия для экосистем
Согласно исследованию, опубликованному в журнале Science, введение платы за эмиссию CO2 из ископаемого топлива при игнорировании эмиссии биотоплива приведёт к росту спроса на биомассу, который к 2065 году превратит буквально все остающиеся естественные леса, луга и большую часть других экосистем в плантации биотоплива.  Леса уже сейчас уничтожаются для получения биотоплива. Возрастающий спрос на пеллеты ведет к расширению международной торговли (в первую очередь с поставками в Европу), угрожающей лесам по всему миру.
Например, английский производитель электроэнергии Drax планирует получать из биотоплива половину своей мощности 4 ГВт. Это означает необходимость импорта 20 млн. т. древесины в год, вдвое больше, чем заготавливается в самой Великобритании.

### Энергетическая рентабельность биотоплива
Способность биотоплива служить первичным источником энергии зависит от его энергетической рентабельности, то есть отношения полученной полезной энергии к затраченной. Энергетический баланс зернового этанола рассматривается в Farrell и др. (2006). Авторы приходят к выводу, что энергия, извлекаемая из этого вида топлива, существенно выше энергозатрат на его производство. С другой стороны, Pimentel и Patrek доказывают, что энергозатраты больше извлекаемой энергии на 29 %. 
Расхождение в основном связано с оценкой роли побочных продуктов, которые, по оптимистической оценке, можно использовать как корм для скота и снизить потребность в производстве сои.

### Влияние на продовольственную безопасность
Поскольку, несмотря на годы усилий и существенные инвестиции, производство топлива из водорослей не удаётся вывести за пределы лабораторий, биотопливо требует изъятия сельхозугодий. Согласно данным IEA за 2007 год, годовое производство 1 EJ энергии транспортного биотоплива в год требует 14 млн. гектаров сельскохозяйственных земель, то есть 1 % транспортного топлива требует 1 % сельскохозяйственных земель.

## Связывание и хранение углерода

### Физические основы
Основным методом связывания и хранения углерода считается его закачка в недра. С учётом физических свойств CO2 и геотермического градиента при глубине закачки более 750 метров CO2 будет, как правило, находиться в суперкритическом состоянии. Плотность закачиваемого CO2 при переходе в суперкритическое состояние составляет 660 кг/м3, с увеличением глубины закачки она возрастает.
По оценке ZEP, 90% всех возможностей для захоронения CO2 предоставляют наполненные соляным раствором водоносные слои горных пород в недрах Земли, также в ряде случаев возможно использование выработанных нефтяных и газовых месторождений.
Закачка CO2 в недра приводит к вспучиванию земной поверхности над местом закачки, которое можно наблюдать со спутников. Другим методом контроля за поведением CO2 в месте хранения являются сейсмические тесты, в ходе которых записываются и анализируются колебания земной поверхности, вызванные взрывом тестовых зарядов динамита или специальными генераторами сейсмических волн. Точность существующих методов контроля недостаточна для оценки успешности проектов и обнаружения утечек.
В настоящее время нет надёжной модели взаимодействия CO2, соляного раствора и горных пород, поэтому невозможно с уверенностью предсказывать физические и химические последствия этого взаимодействия. Это приводит к неопределённости в оценке долговременных результатов захоронения CO2.  Известно, что взаимодействие CO2 с соляным раствором придаёт последнему кислотные свойства, что приводит к растворению карбонатов в минеральном «щите», а также к эрозии силикатов. Химические реакции с участием суперкритического CO2 и горных пород могут создавать зоны высокой проницаемости, которые в дальнейшем приводят к прогрессирующей утечке CO2. Подобные явления наблюдались в ходе эксперимента с закачкой CO2 в формацию Фрио на побережье Мексиканского залива в США. Решение вопроса о пригодности минерального «щита» для удержания секвестированного CO2 требует большого объёма проверок и экспериментов. Это связано с тем, что определение прочностных и деформационных характеристик скальных образований, включая зарождение, развитие и взаимодействие разрывов и трещин, является весьма сложным делом, а любой уровень проникновения CO2 сквозь дефекты покровного слоя минералов над ним представляет потенциальную угрозу для окружающей среды.
Геохимическое «поведение» суперкритического CO2 в геологических формациях при высокой температуре и давлении мало изучено. Возможности экспериментальных проверок в искусственно воссозданных условиях ограничены ввиду трудности экстраполяции результатов этих проверок на временной масштаб хотя бы нескольких десятилетий. Известно, что обычный портландцемент может не выдерживать таких условий.

#### Оценки наличия подходящего места в геологических формациях
Распространённое мнение, что в недрах имеется достаточно места для захоронения CO2, оспаривается авторами исследования Economides 2010. Они обращают внимание на то, что в литературе доминирует аналитический подход, согласно которому давление на границе резервуара при закачке CO2 не изменяется, то есть емкость резервуара неявным образом принимается равной бесконечности. Это делает расчёты удобными, но может вести к неверным выводам. В реальности постоянство давления возможно, лишь если резервуар сообщается с поверхностью земли или дном океана, что, по мнению авторов, делает его непригодным для закачки CO2.
В работе предложена аналитическая модель замкнутого резервуара, сделанные на её основе расчёты позволяют оценить доступную ёмкость известных геологических формаций. Результаты существенно расходятся с распространенными в литературе оценками ёмкости 1-4 % от их пористого объёма, 1 % признаётся верхним пределом, а вероятное значение ёмкости получается равным 0,01 %, что ведёт авторов к выводу о практической бесполезности СХУ как способа сокращения эмиссии.
Авторы упоминают также о некоторых данных действующего проекта Слейпнер. Bickle и др. 2007 указывает, что радиальное распространение CO2 там оказалось много меньше ожидаемого, при этом имеется значительное проникновение CO2 в выше лежащие слои породы. 
Выводы Economides 2010  вызвали крайне негативную реакцию у исследователей, занимающихся демонстрационными проектами захоронения CO2. Лидирующая европейская организация в этой области ZEP в своём официальном ответе заявляет, что «резервуары, как правило, имеют открытые границы, таким образом, потоки воды могут вытекать из них в горизонтальном и вертикальном направлении» без какого-либо ущерба для сохранения закачанного CO2. Более того, мобильность CO2 в геологических формациях, по их мнению, полезна для его связывания с помощью физических и химических механизмов, действующих на протяжении сотен и тысяч лет.
С другой стороны, в научной литературе распространено представление о замкнутости как необходимом свойстве подземных резервуаров. Так, например, Shukla и др. в своём обзоре научных работ о СХУ указывает, что «эффективное долговременное хранение CO2 возможно лишь в случае, если место хранения достаточно обширно и является изолированным, а покровные породы резервуара имеют достаточные удерживающие свойства. Эти малопроницаемые формации должны предотвращать миграцию суперкритического CO2 за пределы резервуара или потенциально возможное загрязнение на поверхности».

### Результаты демонстрационных проектов
Лидирующие позиции в мире в создании пилотных проектов СХУ занимает Норвегия.  Один крупный проект (Слейпнер) работает с 1996 года, другой планировалось открыть в Мангстате. Возможности финансирования определяются действующим в Норвегии углеродным налогом. Проект в Мангстате осуществлялся с большими сложностями и  отсрочками, финансовые затраты превысили первоначальную смету в 10 раз. В сентябре 2013 года он был окончательно закрыт.
Проект Слейпнер действует в Северном море на морских платформах в 250 км от побережья Норвегии. Он запущен в октябре 2006 года, в год закачивается в недра около 1 млн. т. CO2, отделяемого от природного газа. Закачка производится через одну скважину на глубину около 1000 метров.  CO2 попадает в водоносный слой песчаника толщиной около 200 метров. Сейсмические тесты проводились в 1999, 2001 и 2002 годах. Их результаты озадачивали, так как горизонтальное распространение CO2 оказалось гораздо меньше ожидаемого, хорошее согласование с теорией получалось при количестве CO2 в недрах 19 % от закачанного. Петер М. Хоган, директор геофизического института (университет Бергена) изложил возможные причины:
«Слои уже начали постепенно заполняться. Происходят утечки через тонкие слои аргиллита. Согласование данных измерений и теоретической модели требует либо признать проникающую способность CO2 на порядок ниже, чем измеренная нами на образцах керна, либо мы должны считать толщину слоя CO2 из сейсмических наблюдений завышенной. Возможно также, что концентрация CO2
низкая и его уже нет в месте хранения». Позже был обнаружен ранее неизвестный разлом в геологических формациях на морском дне в 25 км от места закачки, наблюдается выход газов из него. Тем не менее, исследователи признают маловероятным, что через этот разлом идёт утечка из резервуара Слейпнер.
Проект Ин Салах в Алжире, второй по величине после норвежского Слейпнер, начал действовать в 2004 году. Захоронению подвергался CO2, отделявшийся от природного газа в процессе его подготовки к поставке потребителю. Всего работало 3 скважины, глубина захоронения составляла 1800 м. Закачка CO2 в недра была прекращена в 2011 году, всего было захоронено 4 млн. т. Обнаружилось начавшееся разрушение покровного щита горных пород и проникновение CO2 ближе к поверхности. Процесс зафиксирован спутниковым наблюдением. Вероятным механизмом разрушения признаётся ненамеренный гидроразрыв пласта в процессе закачки, аналогичный тому, что применяется в нефтедобыче.
Проект Баундари Дам представляет собой модернизацию одного из энергоблоков угольной электростанции в канадской провинции Саскачеван, в ходе которой на ней установлено оборудование, позволяющее улавливать 90 % CO2, образующегося на энергоблоке при сжигании топлива, который в дальнейшем используется для EOR.
Объявлено, что будет улавливаться 1 млн. т CO2 в год, мощность энергоблока 110 МВт (до модернизации 139 МВт). Критики указывают, что не более половины уловленного CO2 останется в недрах из-за утечек на этапе EOR. Объект был введён в строй в октябре 2014 года, став первым примером использования СХУ на угольной электростанции.
В 2015 году внутренний документ энергокомпании констатировал «серьёзные конструктивние недостатки» системы улавливания, которые приводили к систематическим отказам и неисправностям, в результате чего эта система работала не более 40 % времени. Компания  - разработчик, согласно тому же документу, «не имела ни желания, ни возможности» устранить эти «фундаментальные» конструктивные недостатки.
Энергокомпания не смогла выполнить свои обязательства по поставке CO2 перед нефтяниками, вынуждена была пересматривать их и платить неустойку. Ряд авторитетных СМИ в своих публикациях критиковали экономическую сторону проекта. Критики указывают, что налогоплательщики и потребители электроэнергии должны будут нести издержки на сумму более 1 млрд. канадских долларов, притом что существует гораздо более дешёвая альтернатива в виде ветрогенераторов. В то же время проект выгоден нефтяной компании, получающей CO2 для EOR.

### Масштабы инфраструктуры и сроки
Климатолог Анди Скус оценивает необходимые объемы захоронения CO2 и потребную для этого инфраструктуру в рамках сценария из работы  Van Vuuren и др. (2011). При сжигании ископаемого топлива образуется CO2 в количестве 2,8 — 3,7 массы топлива. Расчёты показывают огромную массу CO2, которую придется ежегодно размещать в местах захоронения к концу века: примерно четыре массы ископаемого топлива, добытого в 2000 году. Учитывая плотность CO2 при захоронении в недрах около 0,6 г/см3, это потребует закачки объема озера Эри под землю каждые 7 — 8 лет. Поскольку в недрах нет пустот такого объёма, находящиеся там жидкости (в основном солевые растворы) будут при этом вытесняться на поверхность, что приведёт к тяжёлым последствиям. К тому же места для захоронения при таких масштабах неизбежно окажутся далеко не идеальными по геологическим свойствам, что увеличит издержки и приведёт к дополнительным рискам. Если взять за основу величину 2 млн. т. в год, то начиная с 2030 года необходимо вводить в строй один такой проект в день на протяжении 50 лет. При цене $50 за тонну расходы к концу века достиги бы астрономических $2 трлн. в год. По мнению автора, надеяться на осуществление такого рода планов не представляется благоразумным.
К сходным выводам приходит профессор Вацлав Змил. По его оценке, секвестирование всего одной десятой части нынешней глобальной эмиссии CO2 (менее 3Гт) потребует создания глобальной индустрии, способной закачивать под землю объём сжатого газа, больший или равный объёму нынешней мировой нефтедобычи, инфраструктура для которой создаваласть на протяжении столетия. При этом, в отличие от нефтяной индустрии, имевшей очевидный экономический интерес делать гигантские капиталовложения в свою инфраструктуру, речь идёт о финансировании за счёт средств налогоплательшиков богатых стран, и за гораздо более короткое время. 
Приведённые выше оценки масштабов инфраструктуры носят приблизительный характер, так как основаны лишь на оценке объемов закачиваемого CO2, собственная эмиссия инфраструктуры в процессе её создания и функционирования при этом не учитывается.

### Стоимость
Правительства развитых стран обещали выделить на развитие СХУ $25 млрд. Несмотря на эту поддержку многие демонстрационные проекты СХУ испытывают трудности и даже закрываются, так как  уровень цен остается запретительным (по крайней мере для проектов не связанных с EOR).  
Международное энергетическое агентство считает, что СХУ может быть развит до уровня одной трети своего технического потенциала при финансировании за счёт глобального углеродного налога на уровне $65 за тонну CO2.
Исследование экономических аспектов различных методов решения климатической проблемы, выполненное McKinsey&Company показало, что СХУ относятся к числу наиболее дорогих решений. К тому же, это решение имеет ограниченный абсолютный потенциал для сокращения эмиссии.

### Опасность аварий и инцидентов
Долговременная надёжность мест захоронения CO2 не может быть гарантирована. МГЭИК в своём документе, посвящённом СХУ, приводит упрощённую диаграмму потоков CO2 при его захоронении, включающую различные виды утечек.  Кроме того, существует опасность нарушения целостности геологических структур, удерживающих CO2 в результате землетрясений и других видов тектонической активности.  Высокое давление закачиваемого CO2 может вызывать сейсмическую активность в районе захоронения. Особого внимания заслуживает опасность ненамеренного нарушения изолирующих свойств резервуара из-за флуктуаций давления в нём. Быстрое высвобождение больших объёмов CO2 может представлять опасность. Концентрация в воздухе 3 % является токсичной, 20 % быстро ведут к летальному исходу. Опасность для людей усиливается тем обстоятельством, что CO2 тяжелее воздуха и имеет тенденцию накапливаться в нижней части доступного ему пространства.
Уже сейчас есть примеры сопротивления местных сообществ планам захоронения CO2. В Гринвиле, штат Огайо, США, местные жители успешно противостояли планам подземного хранения CO2. В Германии протестующие блокировали доступ к курортному острову Силт в Северном море, чтобы привлечь внимание к планам транспортировки CO2 для захоронения под морским дном. В Барендрехте, Голландия, планы захоронения CO2 в выработанном газовом месторождении под городом натолкнулись на решительный отпор, который побудил правительство не только закрыть этот проект, но и прекратить все подобные проекты на территории Нидерландов.